# Будинок Г. Е. Вейнштейна
Будинок Григорія Вейнштейна — пам'ятка архітектури та містобудування в Одесі за адресою вулиця Гоголя, 5. Збудований наприкінці ХІХ століття, архітектори невідомі.
До єдиного архітектурного ансамблю належать дві будівлі під № 5 та № 7 по вулиці Гоголя.

## Історія
Вже у 1870-х роках ділянка, на якій розташована існуюча будівля мала адресу Надеждинська вулиця, 5 / Військовий узвіз, 4. У 1875 році вона належала Кранцфельду і Каліновському. У 1884 році ділянкою володів лише Калиновський. Приблизно у першій половині 1890-х років східна частина ділянки, що виходить на Військовий узвіз була відокремлена, власниками обох частин ділянки стали інші особи. Станом на кінець 1895 року ділянкою, що виходила на вулицю Надеждинську (нині вулиця Гоголя) володів Григорій Вейнштейн, але контора його торгового дому «Еммануїл Вейнштейн з синами» у той час на розташовувалась на вулиці Надеждинській, 11 (нині Гоголя, 13). У 1896 році згадувалось, що будинок Вейнштейна на вулиці Надеждинській має гольццементний дах, який встановлювався по більшій мірі у деяких нових будинках 1890-х років. Вже у рекламі його контори у лютому 1898 року був зображений даний особняк, підписаний, як власний будинок Вейнштейна, у ньому і розміщувалась контора торгового дому.. У цьому будинку Вейнштейн також і проживав.
Григорій був промисловцем, за освітою інженером-технологом. Він очолював торговий дім, який тримав млини і лісові заводи у Одесі і Херсоні. Млин у Одесі був одним з самих значних млинів у Одесі і розташований за адресою вул. Чорноморського козацтва, 20. Також Вейнштейн намагався сприяти розвитку млинової промисловості у Російській імперії, відкрив власним коштом школу для мукомолів.
Але незабаром Вейнштейн був примушений продати ділянку — на межі ХІХ — ХХ століть торговий дім з даного будинку переїхав на Приморський бульвар, 10. Ділянку на Надеджинській Вейнштейн поділив на дві частини: станом на кінець 1898 року півніяна ділянка з наявним будинком була продана титулярному раднику Олександру Файльц-Фейну (1859—1908) Файльц-Фейну. У 1899 році йому же була продана і південна ділянка, де у 1900—1901 роках архітектори Лев Влодек і Семен Ландесман у східному стилі з колишнім будинком Вейнштейна спорудили чотириповерховий прибутковий будинок з мансардою і чотириповерховий флігель. У 1902 році містом було проведене масштабне впорядкування нумерації і ділянки з колишнім особняком Вейнштейна та новим прибутковим будинком Фальц-Фейна отримали нові адреси — вулиця Надеждинська, 5 і вулиця Надеждинська, 7 відповідно.
Олександр Фальц-Фейн оселився у даному будинку. У 1900 році він був скарбничим Товариства святого Магдаліни в Одесі, одним з членів правління був і попередній власник будинку мануфактур радник Григорій Вейнштейн. Також Олександр Фальцфейн був одним з найвище затверджених директорів Одеського комітету піклувательства про тюрми товариства.
У 1908 році Олександр Фальц-Фейн вмирає і управління ділянками переходить до його спадкоємців. У 1913 році у будинку № 5 проживав Анатолій Фальц-Фейн.

## Архітектура
Будинок двоповерховий, з мансардою, розташований з відступом від червоної лінії вулиці і має складну конфігурацію. У плані він Нагадує літеру «h», його поперечний флігель розподіляє ділянку на парадну та господарчу частини. Фасади виконані у суміші стилів епохи історизму. Оздоблення відрізняється виразністю, об'ємом і розміром. Перший поверх фасаду має оздоблення у стилі німецького відродження, другий у стилі бароко, а мансарда притаманна французькій архітектурі. На жаль дах автентичної мансарди був замінений на новий з сучасних матеріалів, що вплинуло на автентичність споруди. Від вулиці ділянку відокремлює автентична металева огорожа. Принаймні певна частина даху була пласкою, зробленою з голццементу, імовірно такий дах мав дворовий флігель.

## Галерея

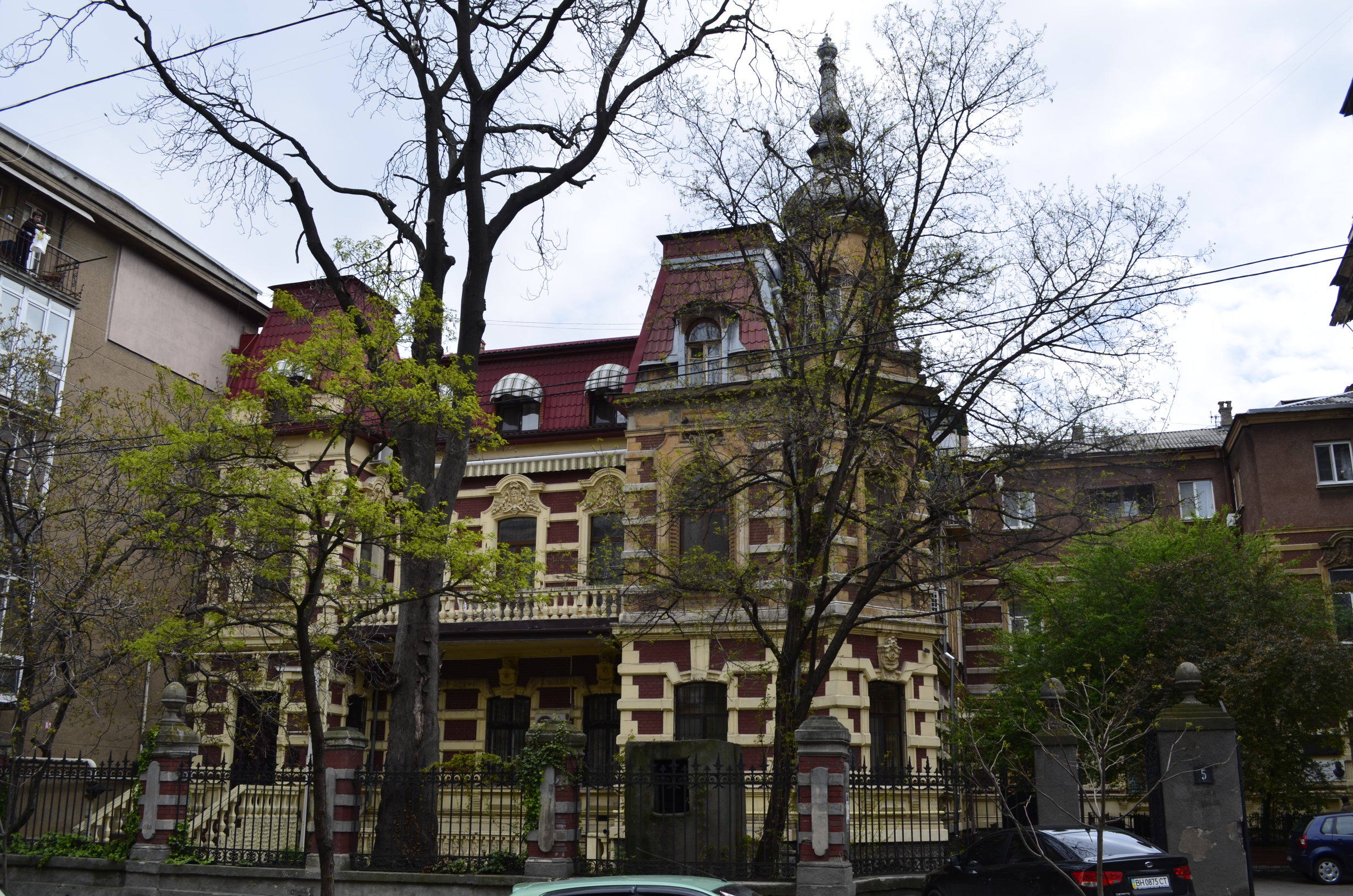
Головний будинок. Вуличний фасад
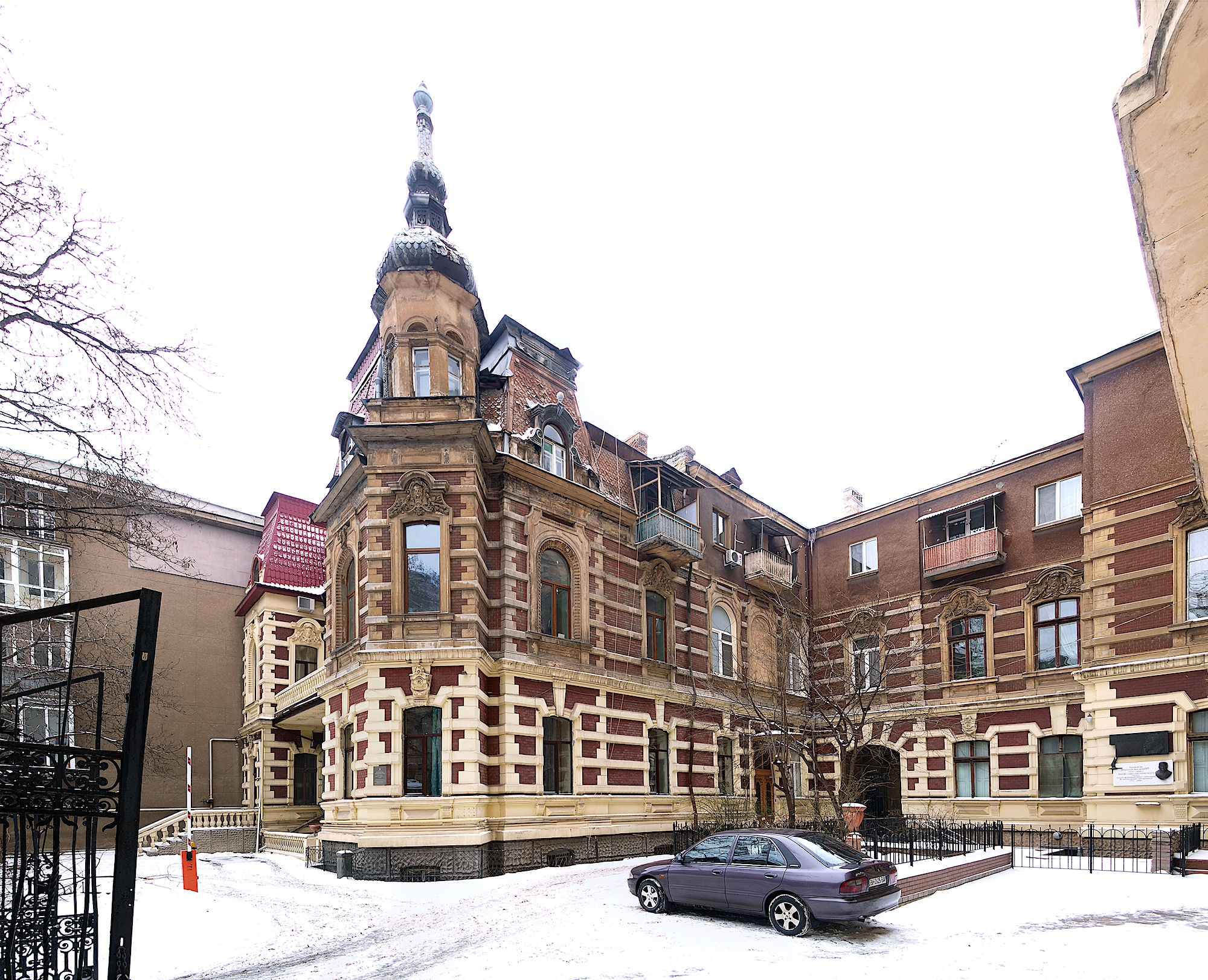
Головний будинок: південний фасад. Флігель: західний фасад
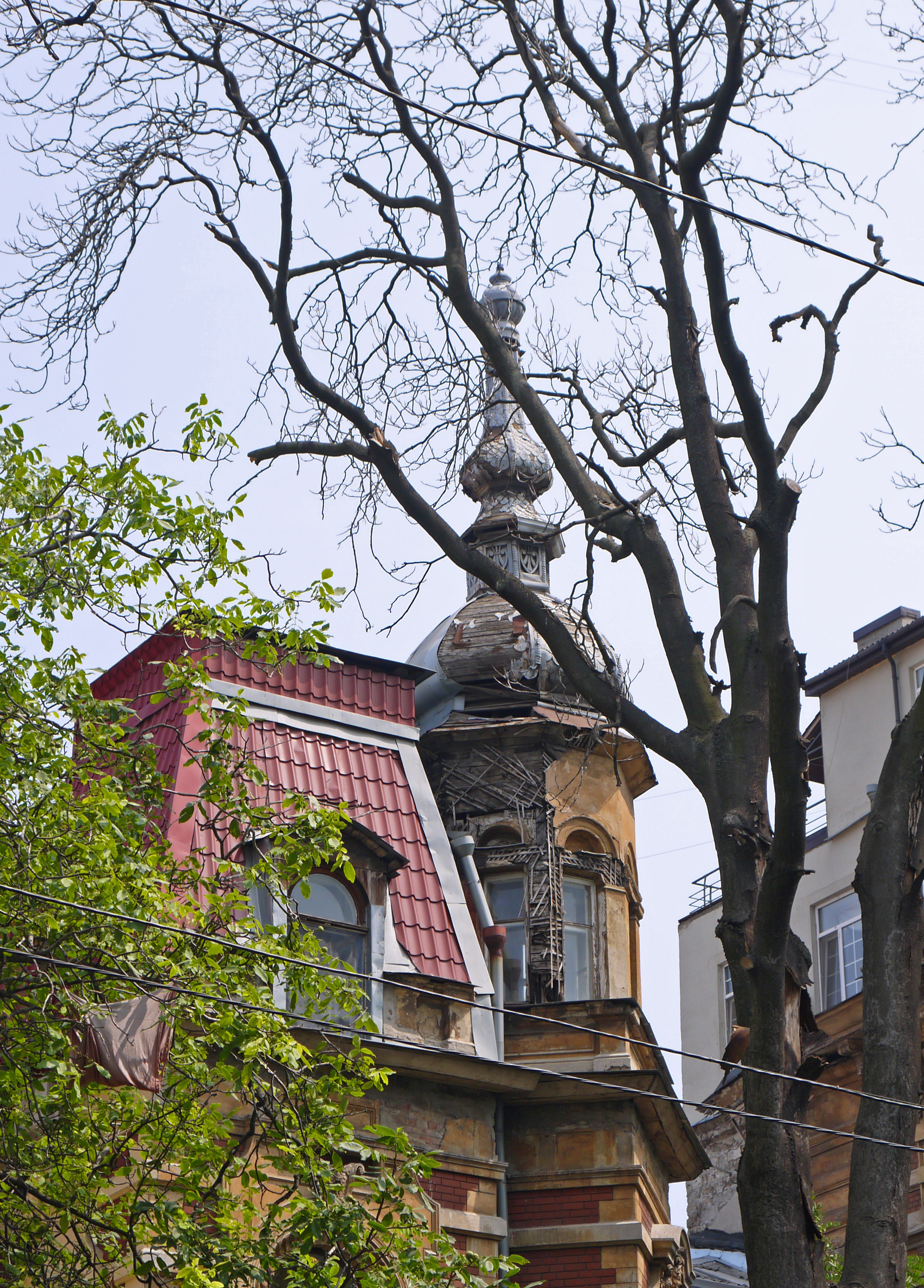
Головний будинок. Вежа
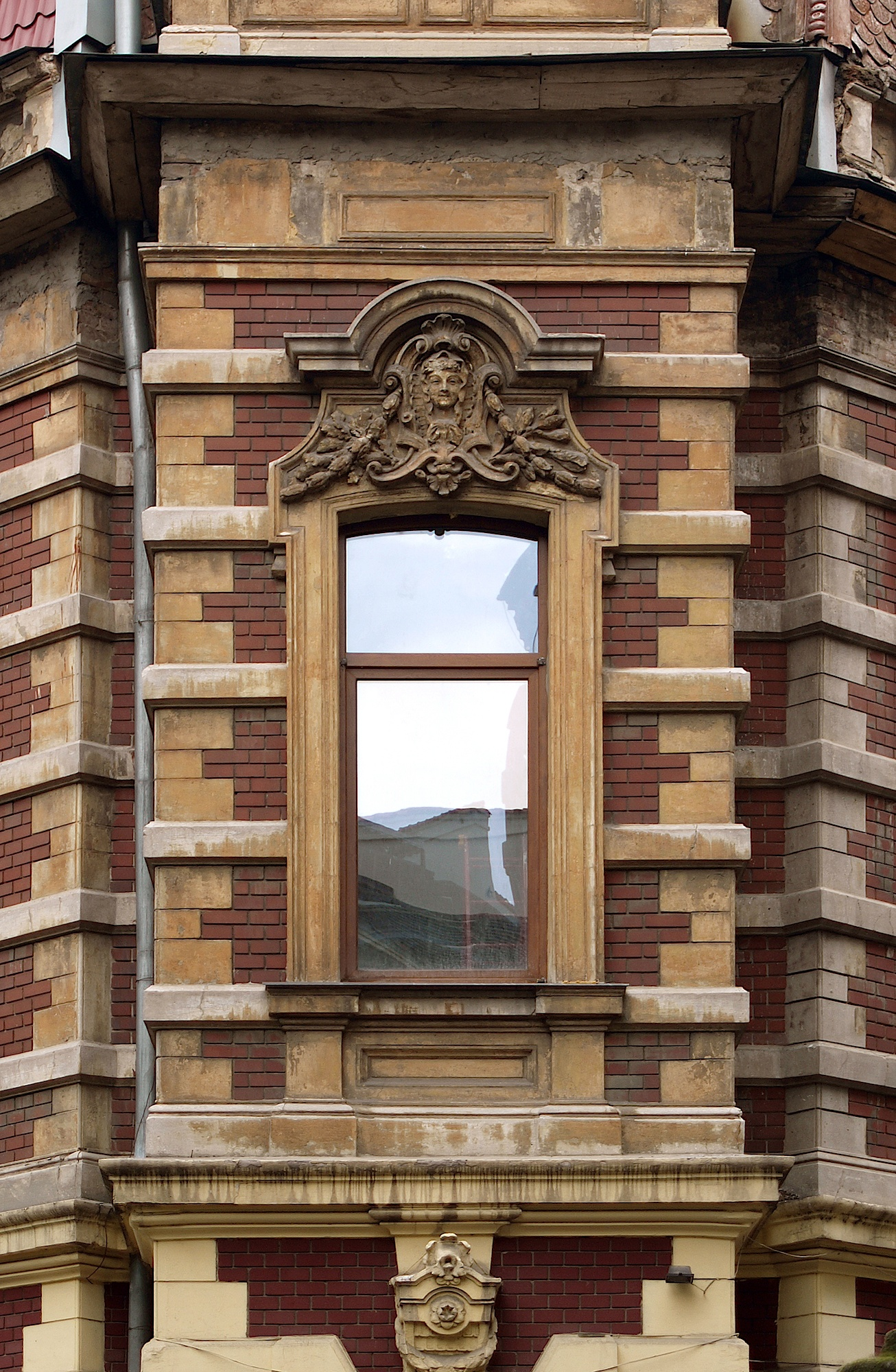
Головний будинок. Деталі фасаду
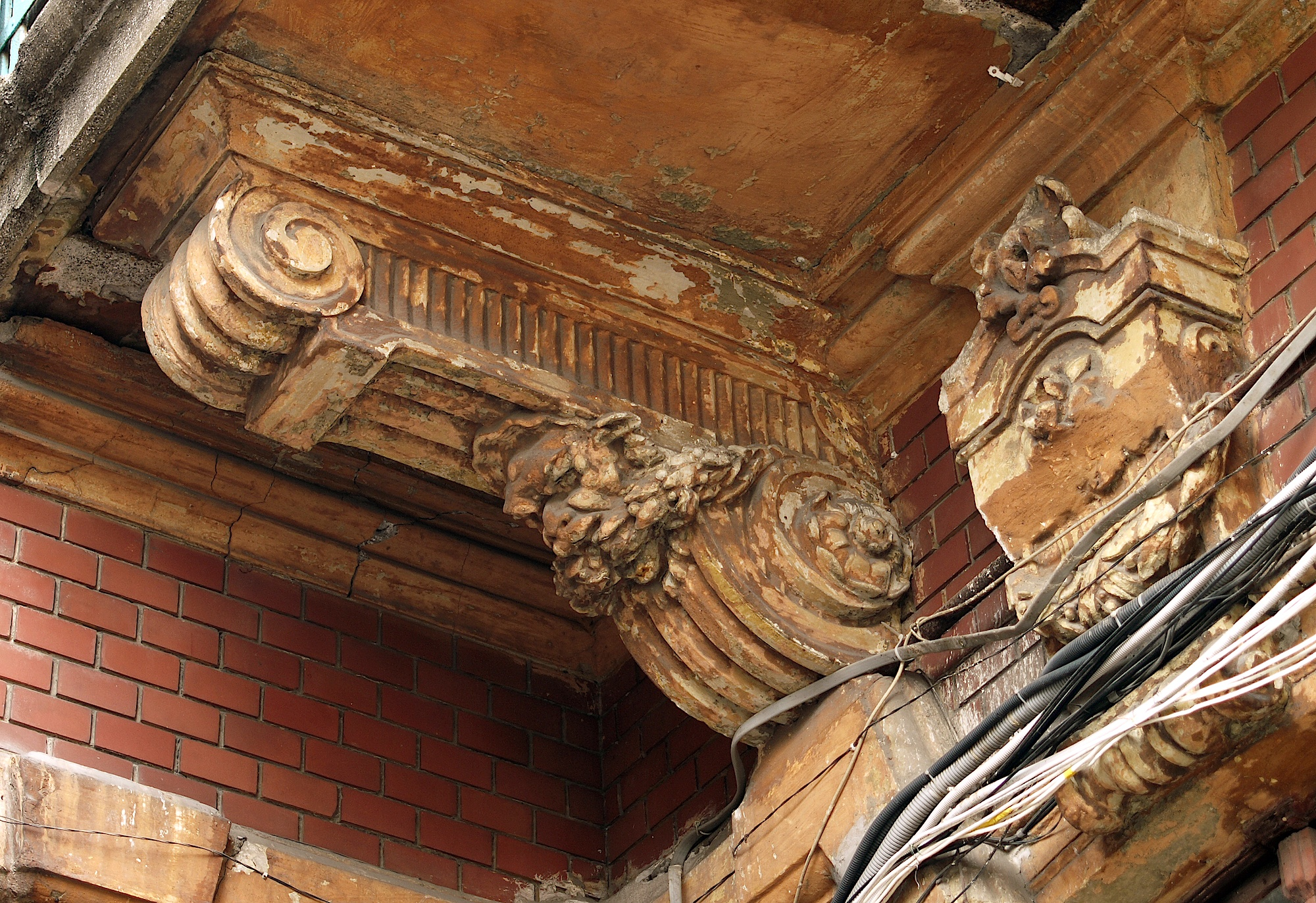
Головний будинок. Деталі фасаду
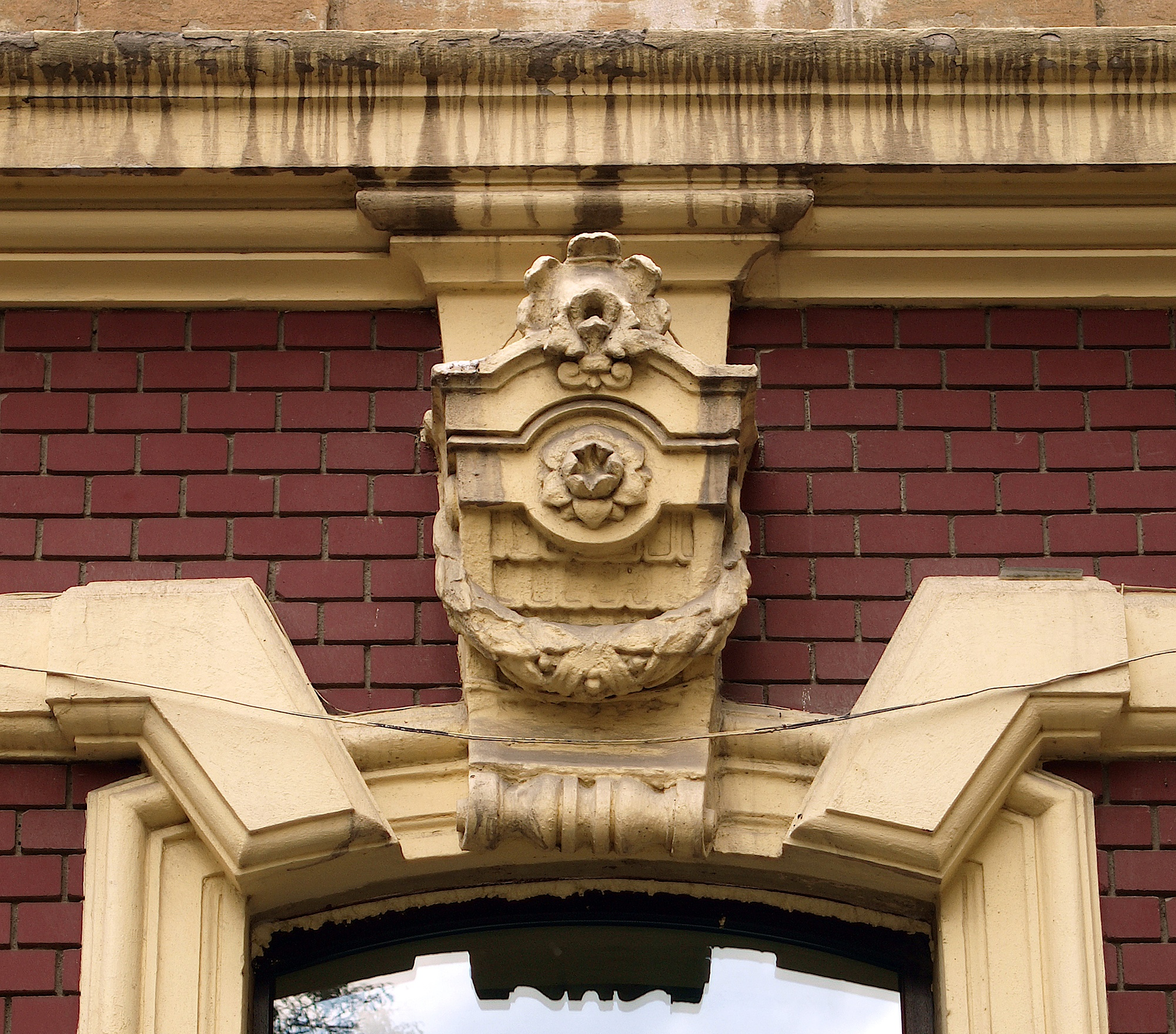
Головний будинок. Деталі фасаду
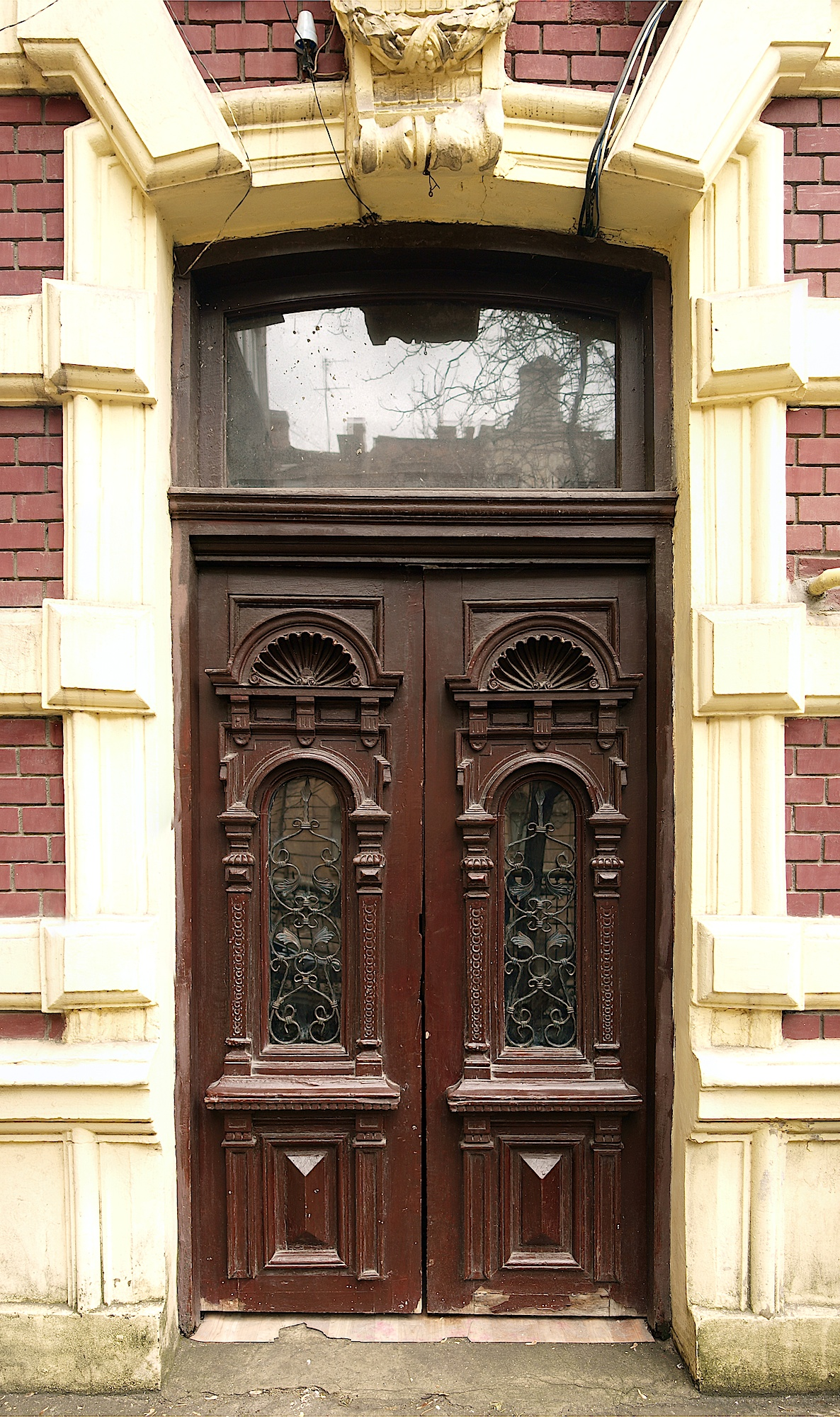
Головний будинок. Двері під'їзду
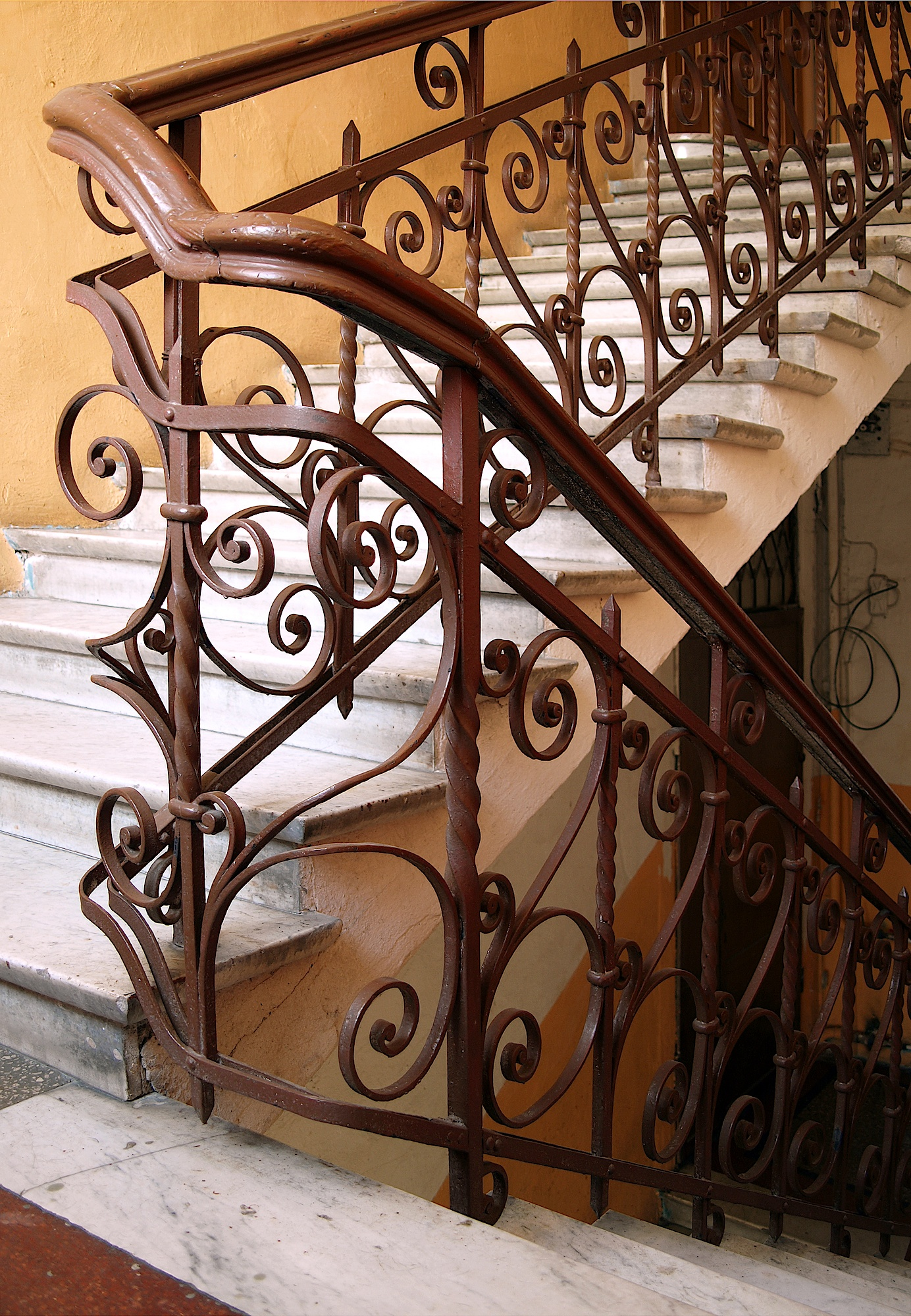
Головний будинок. Огорожа сходів
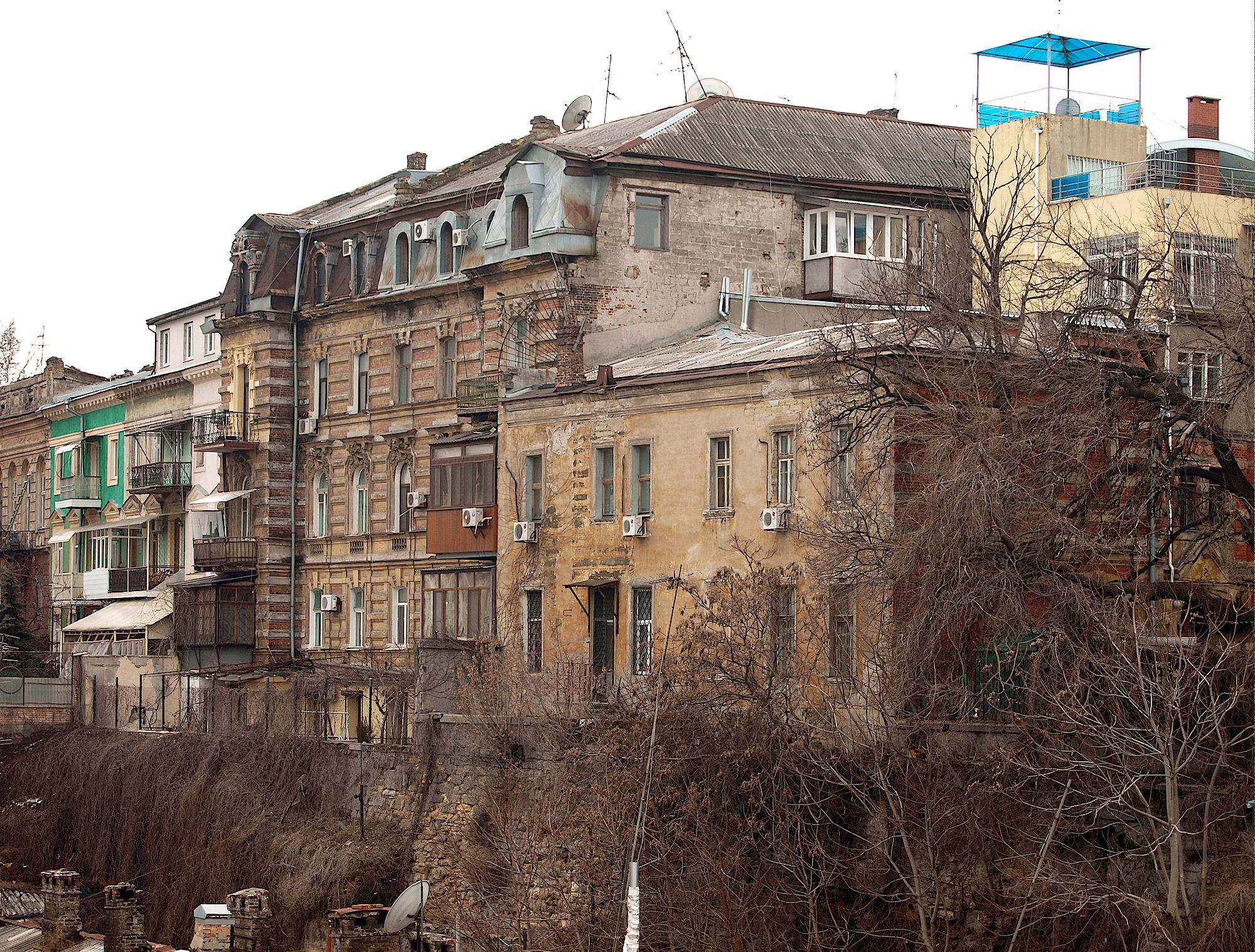
Вид з боку Військової балки. Праворуч: Флігель Вейнштейна. Ліворуч: Флігель Фальц-Фейна
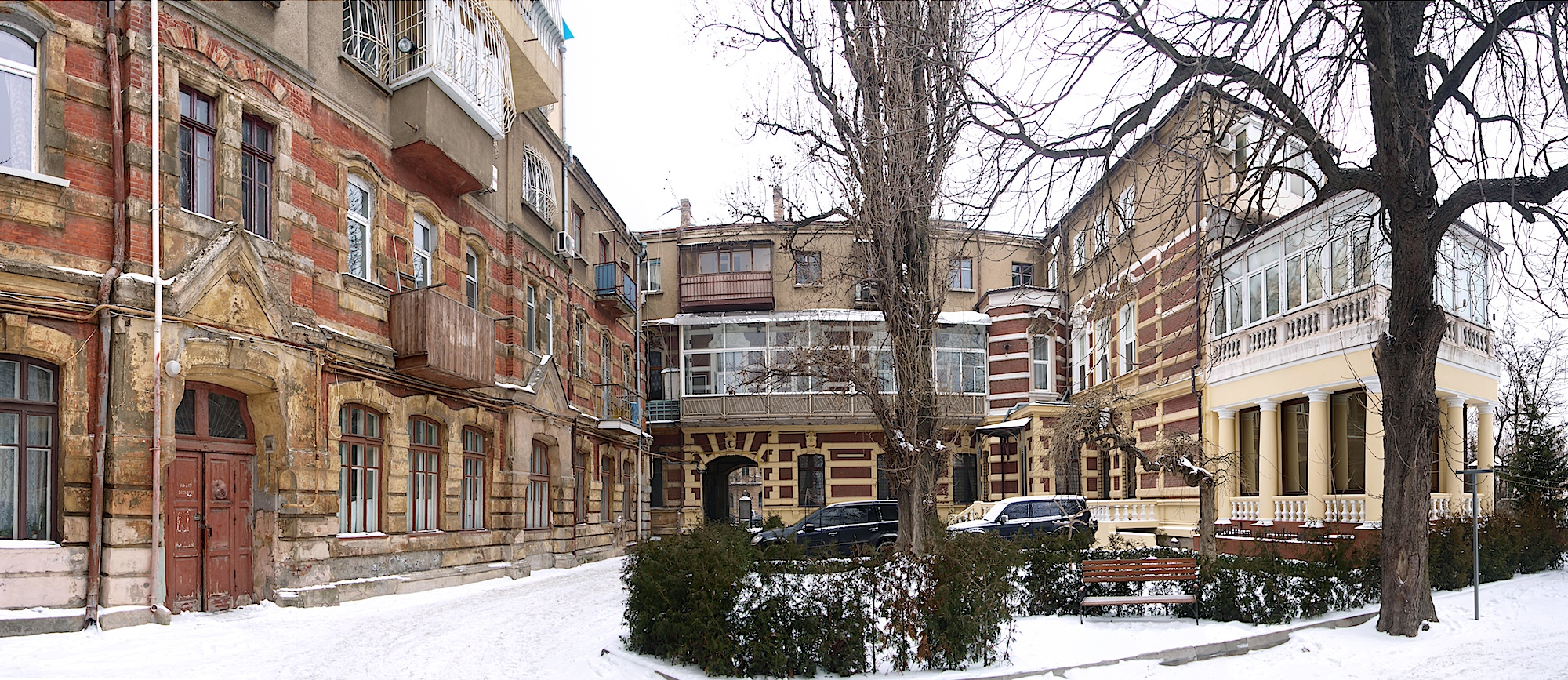
Флігель. Вид із другого подвір'я на захід. Третій поверх надбудований
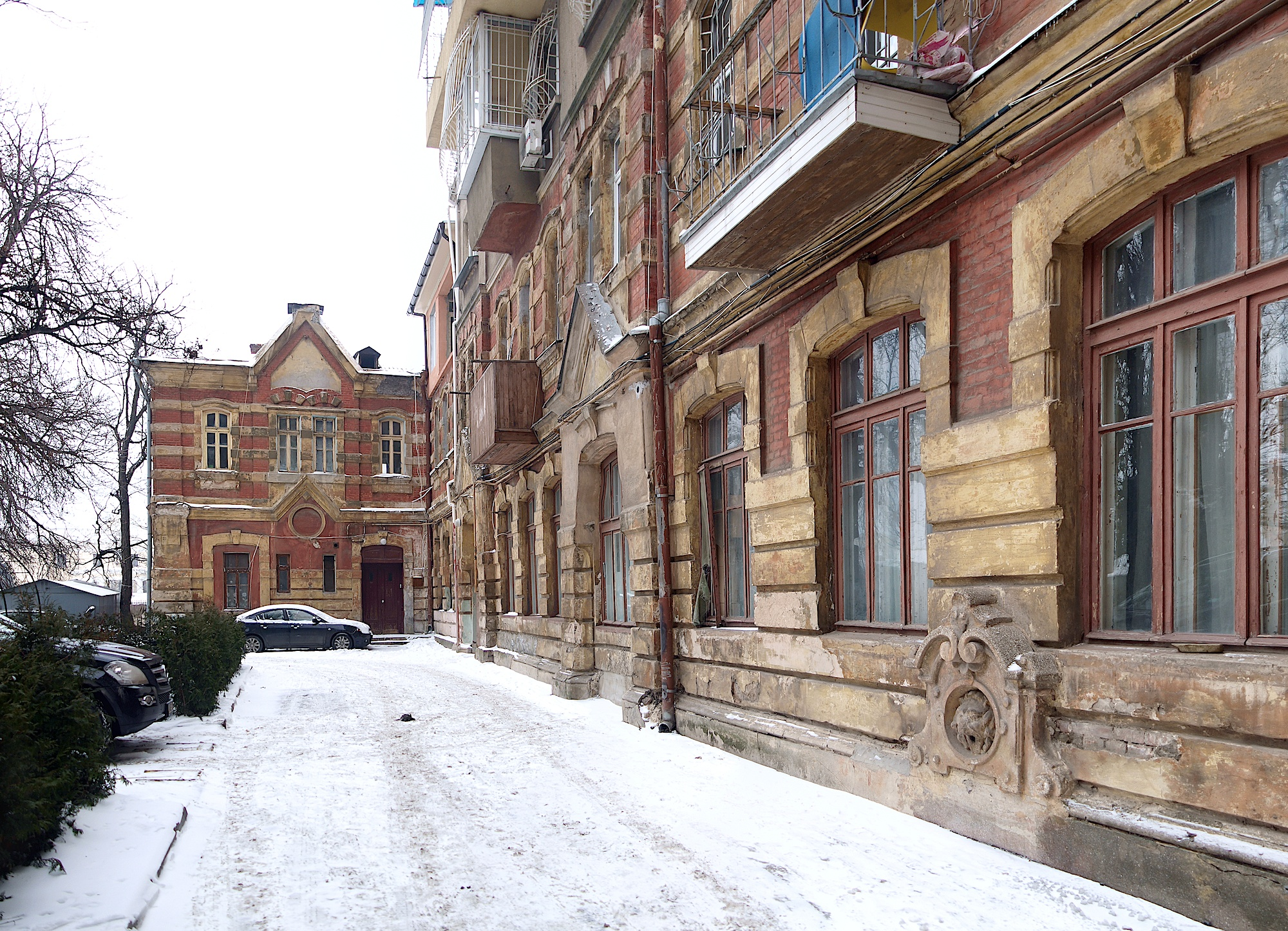
Флігель. Вид з арки проїзду на схід
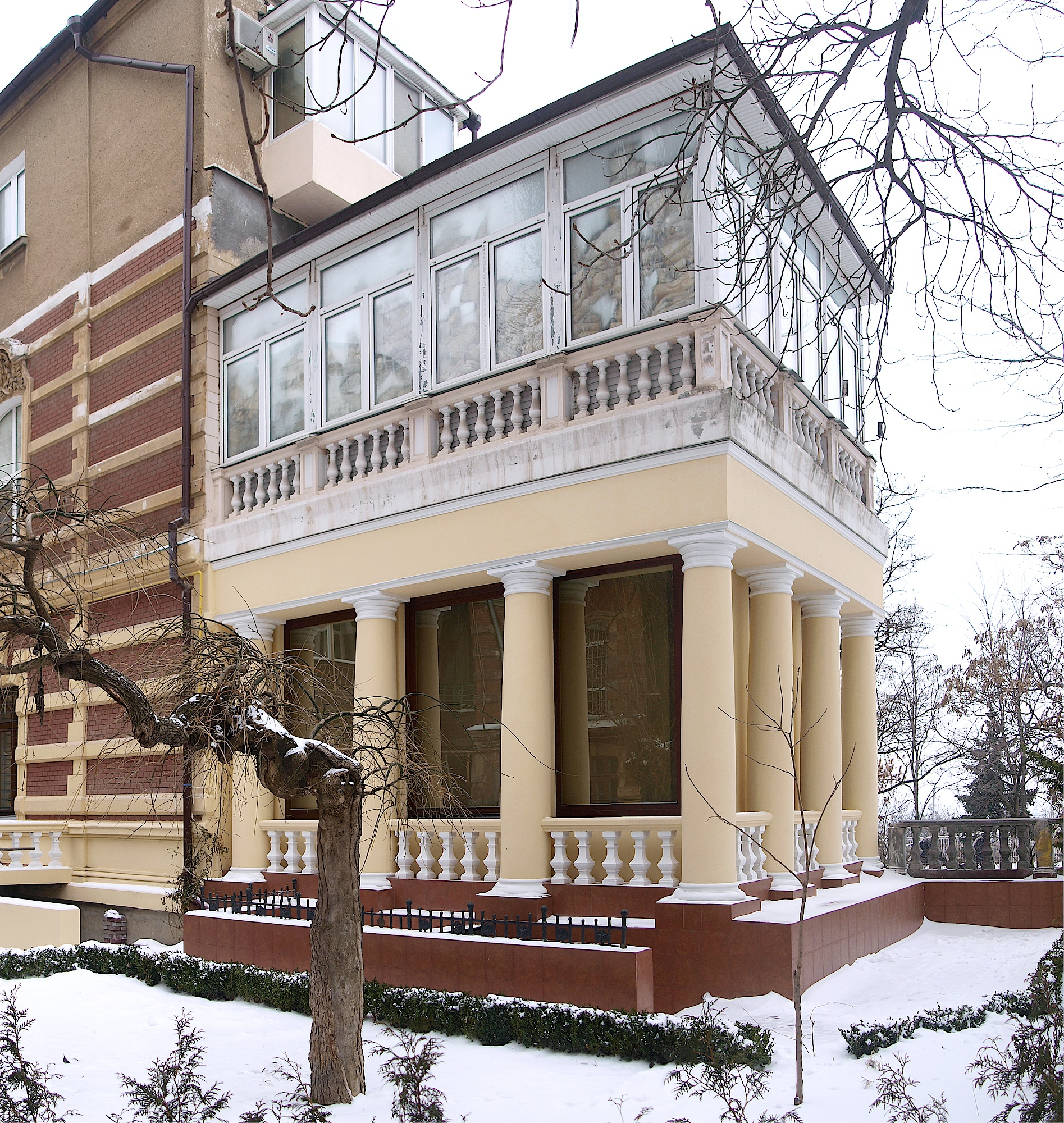
Флігель. Веранда
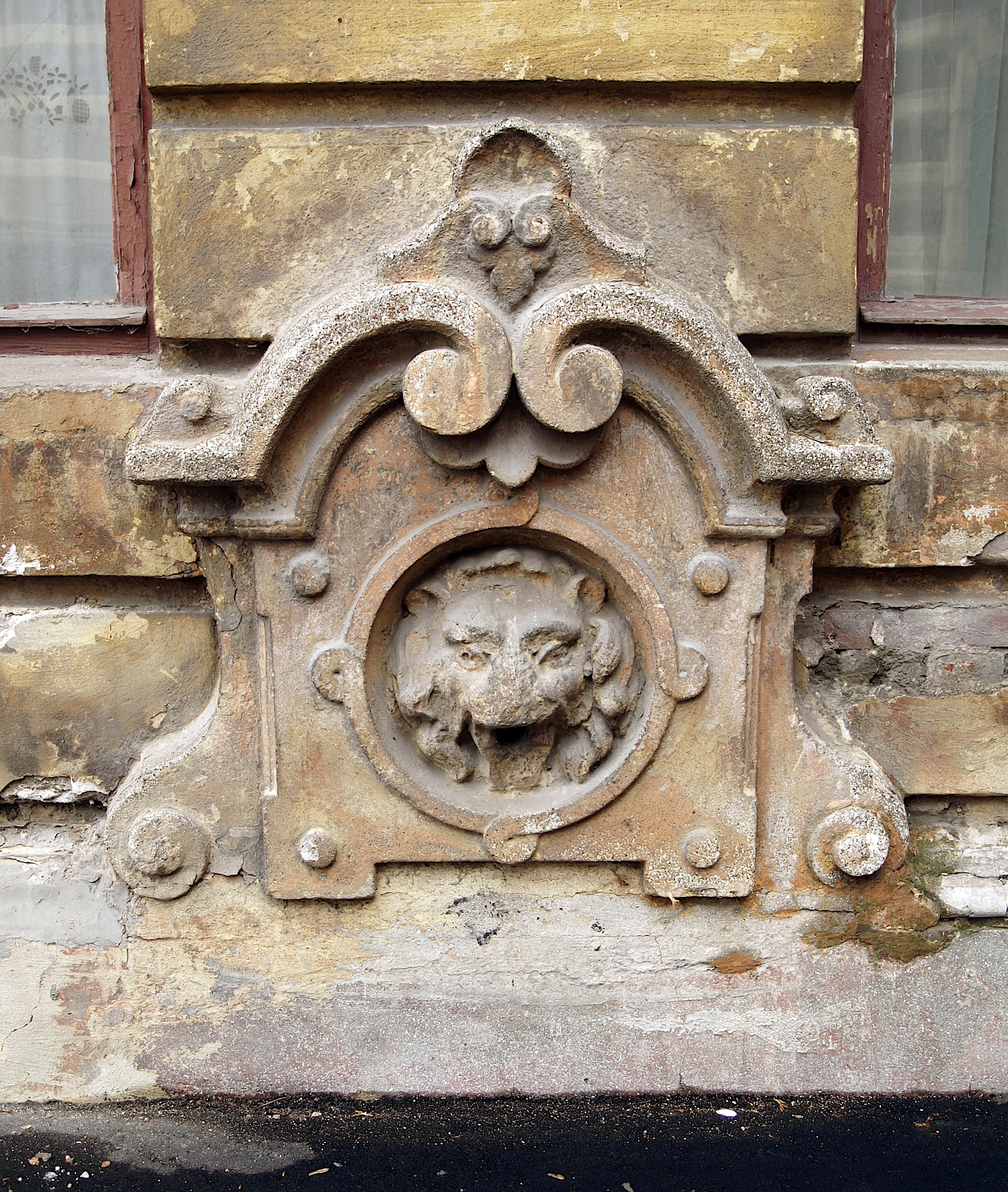
Флігель. Оздоблення цоколю
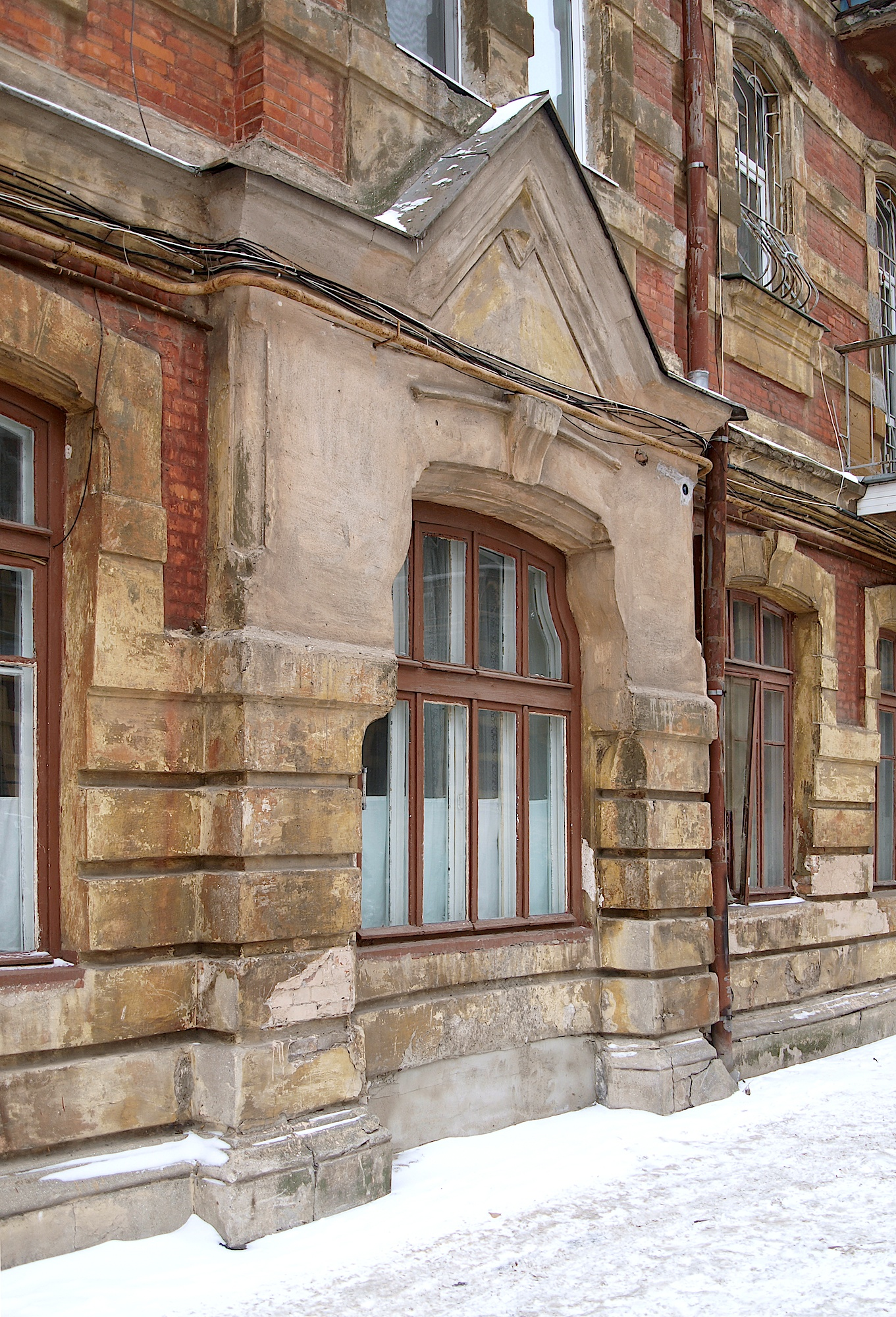
Флігель. Вікно (можливо колишній вхід)
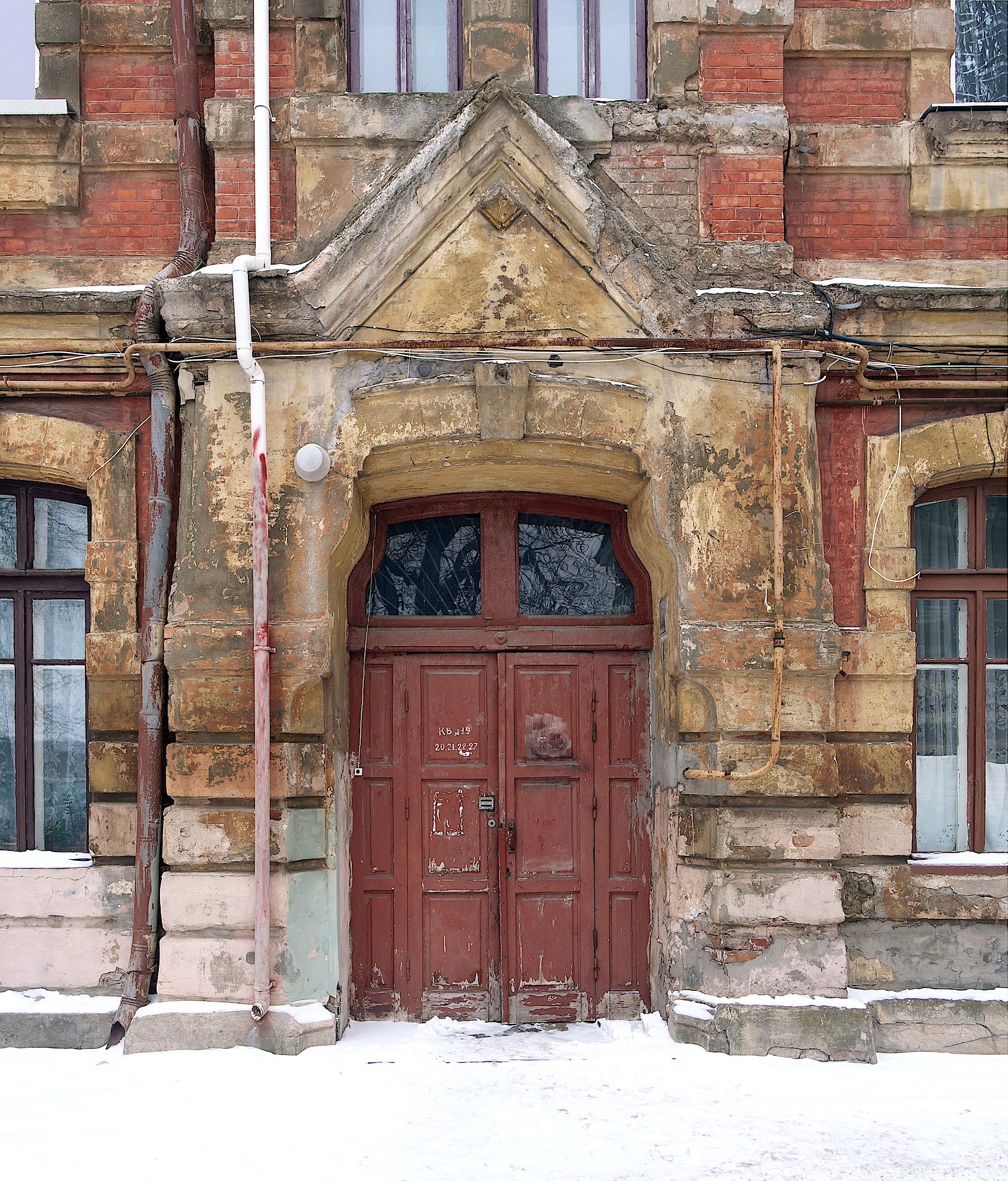
Флігель. Вхідні двері
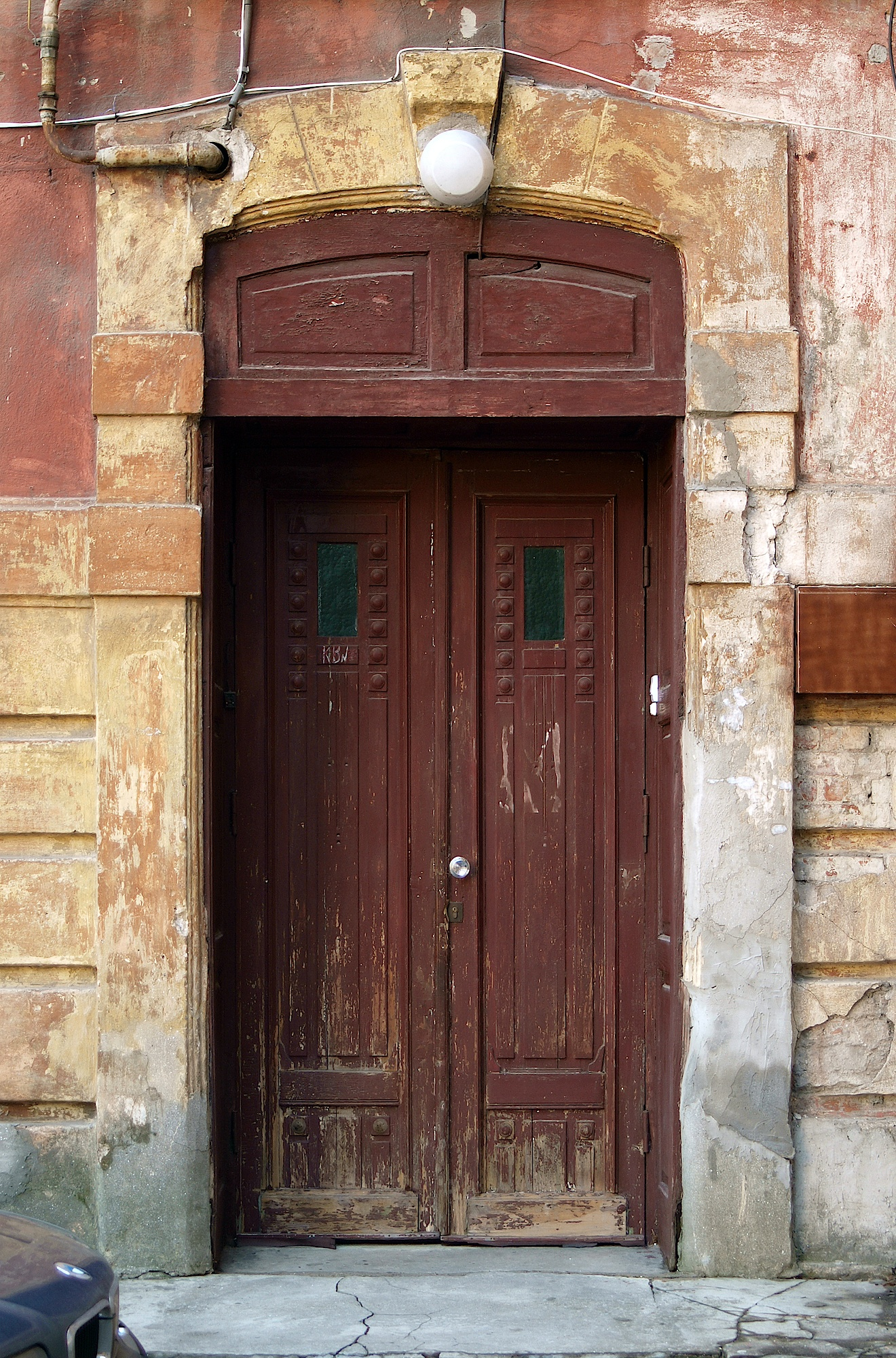
Флігель. Вхідні двері. Не автентичні, перенесені з будинку початку ХХ ст.
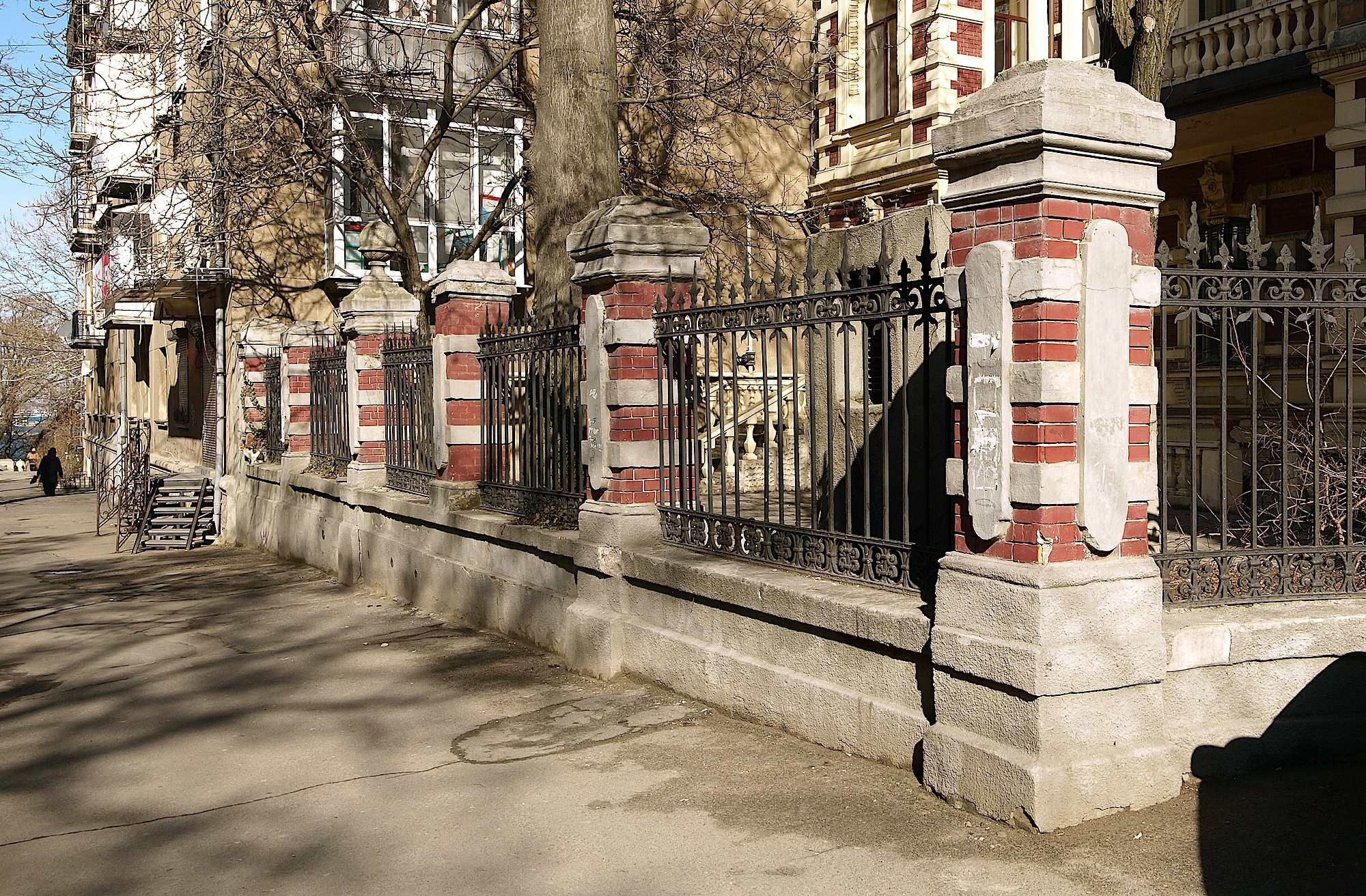
Огорожа ділянки
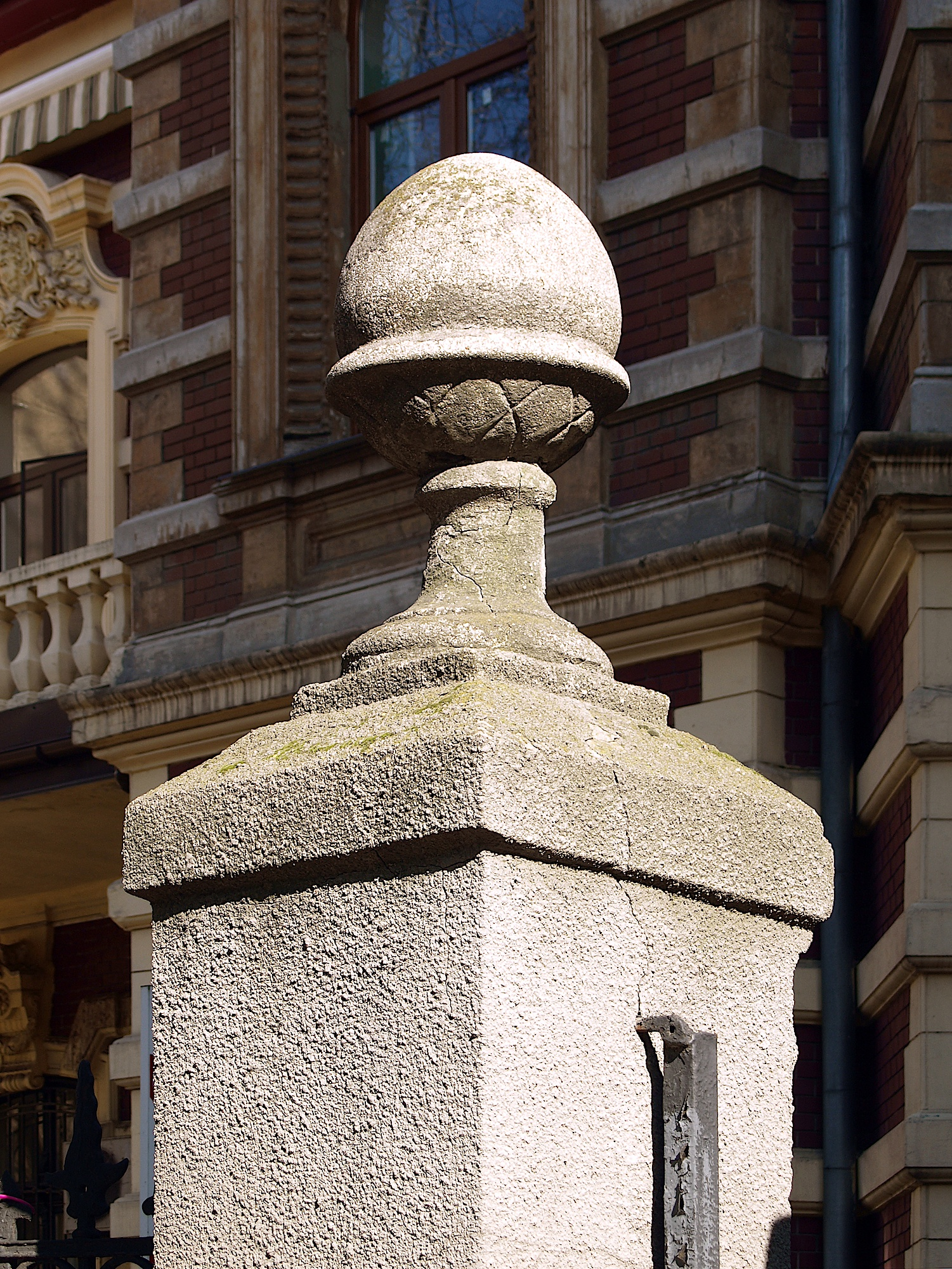
Верхівка стовпа огорожі
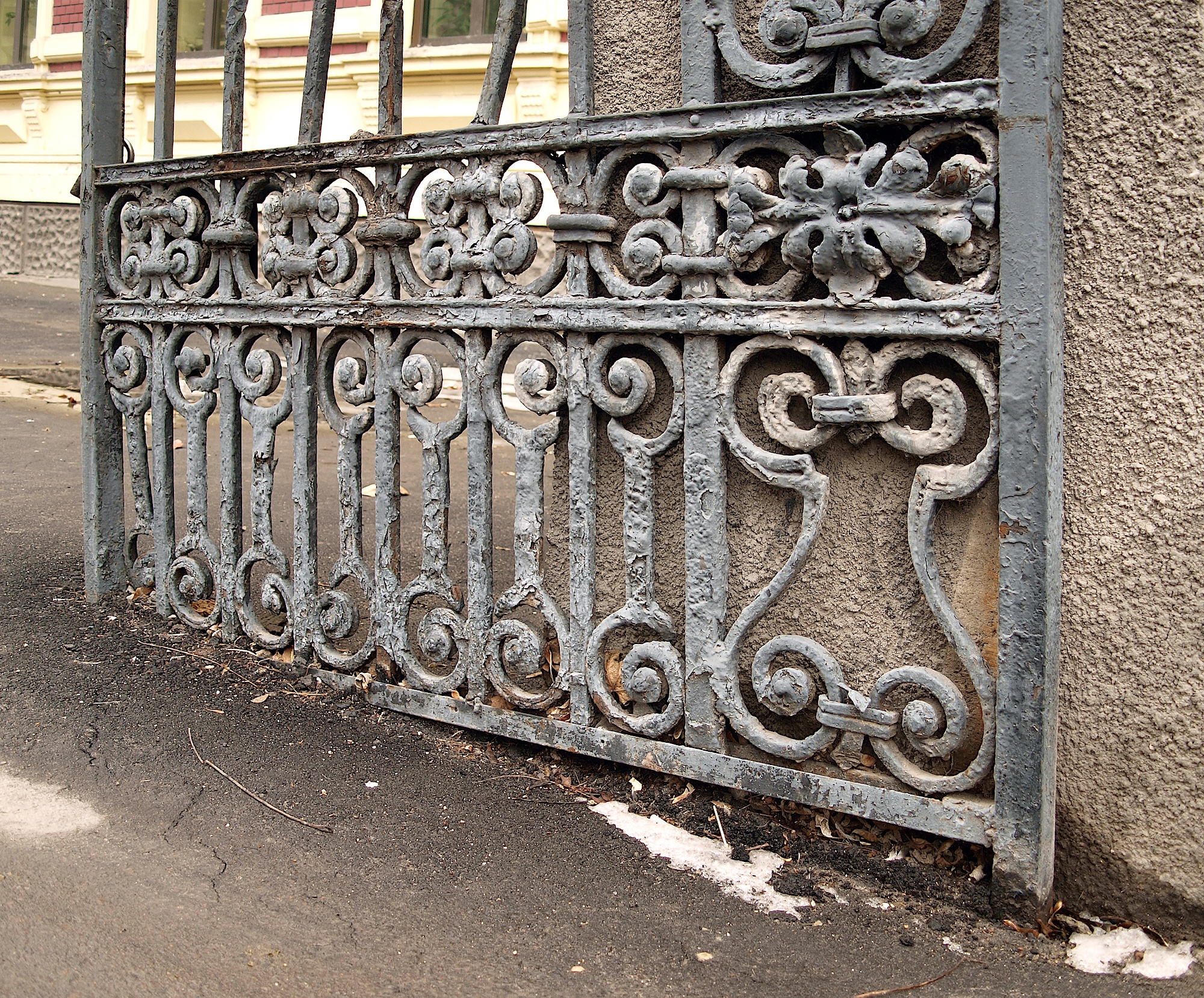
Деталі брами